# Truculent
Truculent és una comèdia del dramaturg romà Plaute (Titus Maccius Plautus), en què s'expliquen les relacions entre unes cortesanes i els seus clients més habituals.

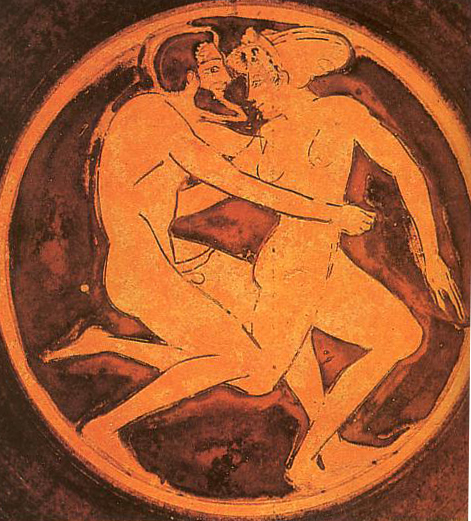
Cortesana i client. Decoració interior d'un cílix de figures vermelles (circa 510-500 aC)

## Personatges
- Phronèsia, la prostituta protagonista.
- Astaphia, la criada de Phronèsia, que també exerceix la prostitució.
- Stratophanes, el soldat enamorat de Phronèsia.
- Truculent, l'esclau de Strabax.
- Strabax, veí de la casa de barrets, home curt de gambals.
- Diniarchus.
- Cyamus, el cuiner de Diniarchus.
- Callicles.
- Syra, esclava de Callicles.

## Escenari
L'obra està ambientada a Grècia i té personatges grecs, com és normatiu en la fabula palliata. L'acció té lloc en un carrer d'Atenes, entre les cases de Phronèsia i Strabax.

## Argument
L'argument de Truculent gira a l'entorn de les relacions que s'estableixen entre prostitutes i clients. La meretriu protagonista, Phronèsia, aconsegueix persuadir els homes per aconseguir tots els seus diners, sovint fent trampes o només per simple festeig. Els homes són feliços complint els seus desitjos, tot i que es queixen freqüentment de la seva situació lamentable i la seva desgràcia. Estan, doncs, sota el seu domini, i són completament incapaços de fer qualsevol cosa per deslliurar-se d'ella i de la temptació.
A causa dels jocs de Phronèsia, Diniarchus, l'home que més sovint va a casa seva, pràcticament ha perdut tota la seva riquesa. Arribat a aquest punt, tot i ja haver-se familiaritzat amb els costums de la prostituta i saber perfectament quines són les seves vertaderes intencions, Diniarchus continua atrapat en les xarxes de Phronèsia.
L'engany més gran d'aquesta història té a veure amb el soldat Stratophanes. Aquest soldat havia viscut amb Phronèsia abans d'haver de marxar de la ciutat amb l'exèrcit i, enamorat, fins i tot va arribar a proposar-li formar una família junts. Quan Phronèsia s'assabenta que el soldat torna a la ciutat, manlleva un nadó i fa veure que n'és la mare juntament amb Stratophanes.
Phronèsia, aleshores, vol provocar la gelosia de Stratophanes i, per aconseguir-ho, fa veure que s'està més per Diniarchus i, després, que està enamorada d'un tercer home, Strabax, el seu veí.
Durant tota l'obra, la criada de Phronèsia, Astaphia, intenta seduir els homes tal com ho fa la seva domina. Amb els seus encants femenins, és capaç de seduir-ne molts, fins i tot un d'ells que encara es resistia: Truculent.
El personatge homònim de l'obra, Truculent, intenta evitar que el seu amo de poc enteniment, Strabax (lit. 'El que està tort') perdi tota la fortuna de la família a la casa de barrets. Tot i que primerament es resisteix, acaba unint-se a la resta d'homes.
L'obra acaba quan es descobreix que el nadó que Phronèsia havia fet servir per a enganyar el soldat Stratophanes, i era, en realitat, de Diniarchus. Aquest accepta casar-se amb la mare de la criatura i reclama a Phronèsia que li retorni. De tota manera, la meretriu, com sempre, aconsegueix allò que més li convé: quedar-se el nen fins que ja no el necessita més.

## Traduccions
· Henry Thomas Riley, 1912: Truculentus, full text
· Paul Nixon, 1916-38
· George E. Duckworth, 1942
· James Tatum, 1983.